# Универсални десантни кораби тип „Прибой“
Универсални десантни кораби тип „Прибой“ е концептуален проект за перспективни руски универсални десантни кораби. Появява се в отговор на забраната за закупуване на УДК „Мистрал“.
Корабите от типа „Прибой“ са предназначени за приемане, перевозване и стоварване на морски десант на оборудвано и необорудвано крайбрежие, с подкепата както на десантни катери, така и на вертолети.
Планира се, че всички комплектуващи на кораба ще бъдат руски: и десантните средства, и авиокрилото, и оръжейните системи.

## История на проекта
Предложени са два варианта. Варианта на Невското проектно-конструкторско бюро е публично представен в рамките на форума „Армия-2015“.. Съгласно този вариант кораба има водоизместимост около 14 хил. т, дължина 165 м и ширина 25 м. Едновременно свой проект предлага и Криловския държавен научен център. Този проект предполага водоизместимост 24000 т. Впоследствие при споминаването на проекта „Прибой“ най-често се има предвид проекта на КДНЦ.
На форума „Армия-2018“ КДНЦ отново представя макет на корабла с незначително уточнени характеристики. Заявено е, че строителството на два такива кораба е включено в Държавната програма по въоръженията за периода 2018 – 2027 г. През есента на 2018 г. вицеадмирал Виктор Барсук заявява, че те ще бъдат построени още след 2020 г.

## Конструкция

### Десантни възможности
- Десантовместимост – до 500 десантника, до 50 единици бойна техника.
- Състав на авиационната група – до 16 десантни вертолета Ка-29, противолодъчни Ка-27, или ударни Ка-52К.
- За доставката на десанта, освен десантните вертолети, в доковата камера на кораба ще има разположени до 6 десантни катера от проекта 11770 или от проекта 02510.

## Галерия
Макет на кораба на изложението „Армия 2015“